# Ross Case
Ross Case (Toowoomba, 1 de novembro de 1951) é um ex-tenista profissional australiano.

## Simples finais 10 (5/5)
| Posição | N. | Data | Campeonato                                            | Piso    | Oponente           | Placar        |
| ------- | -- | ---- | ----------------------------------------------------- | ------- | ------------------ | ------------- |
| Campeão | 1. | 1969 | Seattle, Washington                                   | Duro    | Warren Farmer      | 3–6, 6–1, 6–3 |
| Vice    | 1. | 1971 | Hilversum, Holanda                                    | Saibro  | Gerald Battrick    | 3–6, 4–6, 7–9 |
| Campeão | 2. | 1973 | Philippine International Tennis Tournament, Filipinas | Duro    | Geoff Masters      | 6–1, 6–0      |
| Vice    | 2. | 1973 | Jakarta, Indonésia                                    | Duro    | John Newcombe      | 6–7, 6–7, 3–6 |
| Campeão | 3. | 1974 | San Francisco                                         | Carpete | Arthur Ashe        | 6–3, 5–7, 6–4 |
| Vice    | 3. | 1975 | Las Vegas, EUA                                        | Duro    | Roscoe Tanner      | 7–5, 5–7, 6–7 |
| Campeão | 4. | 1975 | Filipinas                                             | Duro    | Corrado Barazzutti | 6–3, 6–1      |
| Campeão | 5. | 1975 | Sydney Outdoor, Austrália                             | Grama   | John Marks         | 6–2, 6–1      |
| Vice    | 4. | 1976 | ATP de Denver, EUA                                    | Carpete | Jimmy Connors      | 6–7, 2–6      |
| Vice    | 5. | 1979 | Brisbane, Austrália                                   | Grama   | Phil Dent          | 6–7, 2–6, 3–6 |